# Jean Pierre Vité
Jean Pierre Vité, auch Jean-Pierre Vité oder Pierre Vité (* 11. Juni 1923 in Groß Jehser, Niederlausitz; † 5. Juli 2016 ebenda) war ein deutscher Forstwissenschaftler, Zoologe und Entomologe. Der international renommierte Forstzoologe ist vor allem durch seine Beiträge zur Entschlüsselung der chemischen Strukturen der Pheromone der Borkenkäfer bekannt geworden. Seine Forschungen trugen wesentlich dazu bei, mit synthetischen Pheromonen beköderte Lockstofffallen für diese in der Forstwirtschaft gefürchteten Insekten zu entwickeln. Vité gehört damit zu den Pionieren einer biologischen Schädlingsbekämpfung im Walde.

## Leben
Geboren 1923 in Groß Jehser, einem Dorf in der Niederlausitz, studierte Jean Pierre Vité Forstwissenschaften in Tharandt, Hamburg und an der Forstlichen Fakultät der Georg-August-Universität Göttingen in Hann. Münden. Dort wurde er 1949 bei Hermann August Eidmann (1897–1949) am Institut für Forstzoologie mit der Dissertation Untersuchungen über die ökologische Bedeutung der Spinnen für die Lebensgemeinschaft des Waldes zum Dr. forest. promoviert. Damit bewies Vité schon sehr früh Interesse an Fragestellungen der Ökologie und Umweltforschung, die in der Nachkriegszeit noch längst nicht ins allgemeine Bewusstsein gerückt waren. Bereits seine erste Publikation, die er 1949 veröffentlichte, trägt den Titel Die ökologische Gliederung des Waldes. Aus seiner wissenschaftlichen Beschäftigung mit verschiedenen Holzschädlingen entstand das zweibändige Fachbuch Die holzzerstörenden Insekten Mitteleuropas (1952/1953). 1954 habilitierte er sich in Hann. Münden mit der Abhandlung Die Schäden des Lärchenblasenfußes (Taeniothrips laricivorus Krat.) und ihre Verbreitung für das Fach „Forstzoologie“.
Vité ging 1956 in die USA, wo er von 1957 bis 1973 am Boyce Thompson Institute for Plant Research die Abteilung „Forstliche Biologie“ leitete. Im Auftrag des Institutes richtete er forstliche Forschungsstellen in Kalifornien und Texas ein, deren Direktor er auch war. Das Institut gewährte ihm zudem die Freiheit und die Mittel für seine wegweisenden Untersuchungen über die Wirtswahl und die Pheromonbiologie der Borkenkäfer. Seine Erkenntnisse veröffentlichte er vorrangig in der Schriftenreihe Contributions of the Boyce Thompson Institute. Daneben lehrte er als Gastprofessor an der Oregon State University in Corvallis, der University of California in Berkeley und der Texas A&M University.
Im Jahr 1973 folgte er dem Ruf als Nachfolger Gustav Wellensteins auf den Lehrstuhl für Forstzoologie an der Albert-Ludwigs-Universität Freiburg, den er bis zur Emeritierung 1990 innehatte.
Für seine weltweit beachteten Arbeiten über den Einsatz verhaltenssteuernder Duftstoffe im Waldschutz wurde Vité mehrfach ausgezeichnet, darunter mit dem Bundesverdienstkreuz 1. Klasse des Verdienstordens der Bundesrepublik Deutschland (1988). Bereits 1969 hatte ihn der US-Bundesstaat Texas zu seinem Ehrenbürger ernannt.
Vité lebte zu Ende seines Lebens wieder in seinem Heimatort Groß Jehser, wo er am 5. Juli 2016 verstarb.

## Leistungen
Nach seiner Promotion beschäftigte sich Vité zunächst mit verschiedenen Forstinsekten, die in den Nachkriegsjahren in Norddeutschland kalamitätsartige aufgetreten waren und teilweise große Schäden in den Wäldern anrichteten. Als so genannter „Borkenkäfer-Kommissar“ hatte sich im Harz etwa auch Fritz Schwerdtfeger befasst. Vité konzentrierte sich hingegen mehr auf Lärchenschädlinge, vor allem den Lärchenblasenfuß. Zu dessen Bekämpfung entwickelte er das Einbandverfahren mit systemischen Insektiziden, mit dem er schon in jungen Jahren sehr bekannt wurde.
In den USA forschte er am Boyce Thompson Institute for Plant Research zunächst über das Wasserleitsystem von Nadelbäumen und befasste sich mit der Messung des Harzdruckes als Kriterium für den physiologischen Zustand und die Resistenz von Koniferen. 

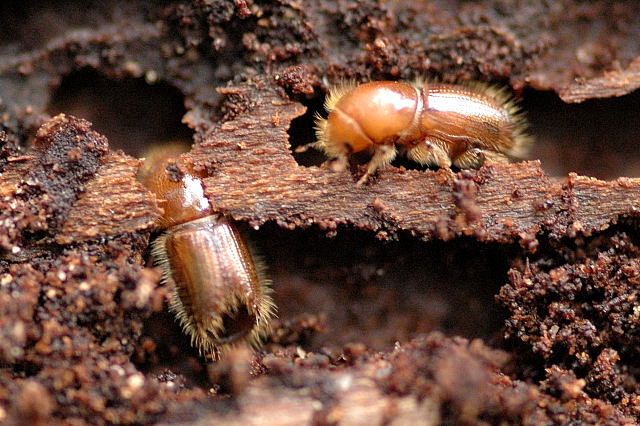
Seit Anfang der 1960er-Jahre erforschte Jean Pierre Vité das Kommunikationssystem der Borkenkäfer – hier Buchdrucker – und ihre Pheromone.

Diese Untersuchungen führten ihn schließlich zu der Frage nach dem Wirtswahlverhalten der Borkenkäfer, das seither seine wissenschaftliche Arbeit bestimmte. Seit Anfang der 1960er-Jahre widmete sich Vité ganz der Erforschung des Kommunikationssystems der Borkenkäfer und der Entschlüsselung ihrer chemischen Signale, der Pheromone. Seine Erkenntnisse, die er in enger Zusammenarbeit mit anderen Fachleuten gewann, legte er in mehr als 100 Fachveröffentlichungen allein aus der Zeit nach 1960 nieder, die sein weltweit hohes wissenschaftliches Ansehen begründeten.

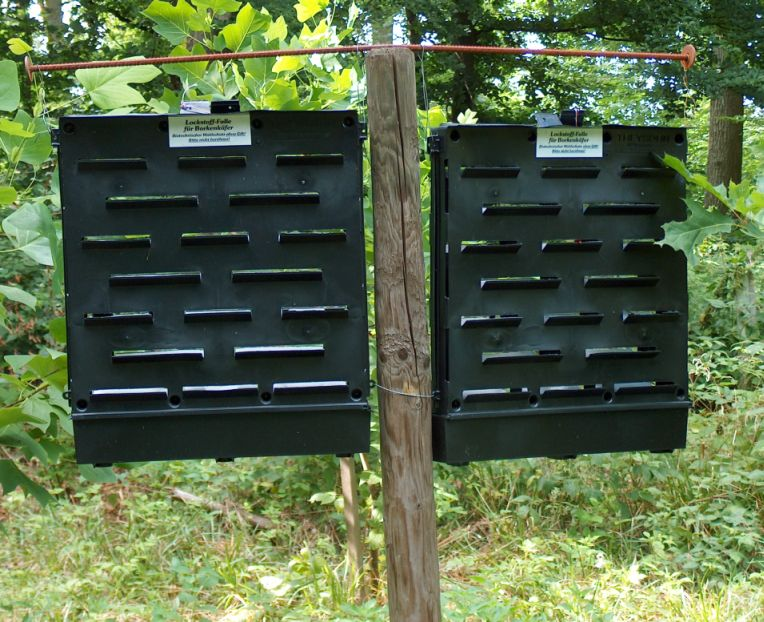
Die Lockstofffallen für Borkenkäfer gehen auf die langjährigen Forschungsarbeiten Jean Pierre Vités zurück.

In Freiburg setzte er ab 1973 die Erforschung der chemischen Strukturen der käfereigenen Duftstoffe an europäischen Borkenkäfern fort. In fruchtbarer Teamarbeit mit zahlreichen wissenschaftlichen Mitarbeitern gelang es ihm, mit synthetischen Pheromonen beköderte Lockstofffallen für Borkenkäfer zu entwickeln und damit eine völlig neue Technologie in der Forstwirtschaft einzuführen. Die bekannten schwarzen Käferfallen, die heute häufig in Nadelwäldern zu sehen sind, gehen auf die langjährigen Forschungsarbeiten Vités zurück. Er wurde dadurch zu einem der Pioniere der biologischen Schädlingsbekämpfung im Walde. Heute werden Lockstofffallen allerdings vorrangig zur Beobachtung und Kontrolle von Borkenkäfer-Populationen eingesetzt, da ihre Wirkungen bei Massenvermehrungen sehr begrenzt sind.

## Ehrungen
- 1969 – Ehrenbürger des US-Bundesstaates Texas
- 1981 – Karl-Abetz-Preis
- 1988 – Bundesverdienstkreuz 1. Klasse
- 1989 – Verleihung der Karl-Escherich-Medaille der Deutschen Gesellschaft für allgemeine und angewandte Entomologie

## Schriften (Auswahl)
- Untersuchungen über die ökologische Bedeutung der Spinnen für die Lebensgemeinschaft des Waldes. Dissertation, Göttingen und Hann. Münden 1949
- Die holzzerstörenden Insekten Mitteleuropas. 2 Bände, Göttingen 1952 und 1953
- Die Schäden des Lärchenblasenfußes (Taeniothrips laricivorus Krat.) und ihre Verbreitung, Schriftenreihe der Forstlichen Fakultät der Universität Göttingen (Band 5), Frankfurt am Main 1953 (als Habilitationsschrift 1954)

Daneben arbeitete Jean Pierre Vité auch an der von Helmut Schmidt-Vogt konzipierten und herausgegebenen Monographie Die Fichte. Band 2, Teil 2: Krankheiten – Schäden – Fichtensterben (Hamburg 1989, ISBN 3-490-09516-2) mit. 